# Nach Büroschluss
Nach Büroschluss (Originaltitel: After Office Hours), auch bekannt als Ein Paar wie Katz und Hund, ist eine US-amerikanische Kriminalkomödie aus dem Jahr 1935 von Robert Z. Leonard mit Constance Bennett und Clark Gable in den Hauptrollen. Das Drehbuch basiert einer Originalstory von Laurence Stallings und Dale Van Every.

## Handlung
Sharon Norwood bekommt einen Job bei der Zeitung ihres Onkels, dem News Record, wird aber bald von Chefredakteur James Branch gefeuert, weil sie eine Musikkritik geschrieben hat, mit der er nicht einverstanden ist. James, der glaubt, dass jede gute Story, ob „gefunden, gekauft oder gestohlen“, veröffentlicht werden sollte, interessiert sich für den aufsehenerregenden Scheidungsfall der Pattersons und glaubt, dass der intrigante Tommy Bannister, Julia Pattersons heimlicher Liebhaber, die Jury bestochen hat. Da James nicht genügend Beweise hat, um seine Behauptung zu untermauern, kann er nur über Bannisters Schuld spekulieren, beschließt jedoch, seine Beweise durch Sharon zu bekommen, die eine enge Freundin Bannisters ist. Während er im Haus der Norwoods darauf wartet, dass Sharon von ihrem Abendessen mit Bannister zurückkommt, unterhält sich der charmante James mit Mrs. Norwood, die er liebevoll und halb im Scherz seine Schwiegermutter nennt. Nachdem er sie wieder eingestellt hat, macht James der schönen Sharon beiläufig einen Heiratsantrag, den sie ablehnt.
Eines Abends nimmt James Sharon mit in den neuen River Club, wo sie zufällig auf Bannister, Julia Patterson, ihren Ehemann und ihr Gefolge treffen. Sharon wird sich bald der Hintergedanken von James bewusst und verlässt den Club mit Bannister, wobei sie sich weigert, an den Ermittlungen teilzunehmen. Bannister bringt Sharon zu seinem Bootshaus auf der anderen Seite der Meerenge gegenüber dem Haus der Pattersons, nur um von Julia gestört zu werden, die auf Sharon eifersüchtig ist. Als die wütende Julia droht, die Wahrheit darüber zu enthüllen, wie er seine Geschworenen bestochen hat, schlägt Bannister sie und sie bricht zusammen. Sharon, die von der Konfrontation nichts mitbekommt, weil sie dem Grammophon zugehört hat, ahnt nicht, dass etwas nicht stimmt.
Am nächsten Tag wird Julia ermordet in ihrem Schlafzimmer aufgefunden. Ihr Ehemann wird zum Hauptverdächtigen, weil er zugibt, einen Streit mit ihr gehabt zu haben und sich an nichts mehr von dem Abend erinnern kann. Außerdem weist Julias zertrümmerte Armbanduhr auf 11:20 Uhr als Mordzeit hin, also auf dieselbe Zeit, zu der Sharon James vom Bootshaus aus in Bannisters Anwesenheit anrief. Bannister hat also ein Alibi. James ist jedoch nicht von der Unschuld des Mannes überzeugt und findet bald Beweise dafür, dass Julias Uhr mit dem Bein eines Nachttischs zertrümmert wurde, und folgert daraus, dass Bannister die Zeit verändert hat, bevor er die Uhr zertrümmerte. Als James seine Anschuldigungen öffentlich macht, kommt Sharon ihrem Freund zu Hilfe, indem sie ihren Onkel veranlasst, den abtrünnigen Redakteur zu feuern. James ist arbeitslos und fühlt sich reumütig. Er entschuldigt sich bei Sharon, die in ihrem Strandresort Urlaub macht, und verspricht, sich auch bei Bannister zu entschuldigen. Sharon nimmt sein Angebot an und fährt ihn zu Bannisters Haus, aber dort verfällt Jim wieder in seine alte Detektivrolle, was Bannister dazu veranlasst, ihn zu einer Schlägerei herauszufordern. Nachdem James bewusstlos geschlagen und gezwungen wurde, nach Hause zu gehen, durchsuchen er und sein Freund, der Fotograf Hank Parr, das Bootshaus nach Hinweisen. Sie kommen bald zu dem Schluss, dass Julias Schreie wegen des Lärms des Grammophons nicht zu hören waren und dass Bannister genug Zeit hatte, die Leiche über die Meerenge zu rudern und vor Tagesanbruch zurückzukehren.
Als Sharon und Bannister zum Bootshaus rudern und die beiden Männer dort finden, versucht James Bannister zu täuschen, indem er ihm erzählt, dass Julias Kosmetikkoffer am Tatort verloren gegangen sei und sich wahrscheinlich im Wasser unter seinem Dock befinde. Bannister wurde gewarnt, dass die Polizei auf dem Weg zur Untersuchung sei. Er gerät in Panik und taucht, sobald James und Parr außer Sichtweite sind, ins Wasser, um das vermeintliche Beweisstück zu bergen. Sharon wird Zeugin des Sprungs und ist von seiner Schuld überzeugt. James und Parr kehren zum Bootshaus zurück und während sie Bannister festhalten, ruft Sharon die Polizei. Am nächsten Morgen liest Sharons Mutter in der Zeitung von Bannisters Verhaftung und ist schockiert, als sie erfährt, dass James die Nacht in Sharons Zimmer verbracht hat. Mrs. Norwood gewinnt jedoch schnell ihre Fassung zurück, als sie erfährt, dass James plant, ihre Tochter zu heiraten.

## Hintergrund
Gedreht wurde der Film vom 14. November bis zum 18. Dezember 1934 sowie vom 9. bis zum 14. Januar 1935 in den MGM-Studios in Culver City.
Vorproduktionsmeldungen deuteten darauf hin, dass MGM Sidney Lanfield von 20th Century Fox als Regisseur für diesen Film ausgeliehen, ihn aber vor Drehbeginn durch Robert Z. Leonard ersetzt hatte.
Die Akte zum Film bei der Motion Picture Association enthält eine Reihe von Briefen, die Ende Oktober 1934 von der „Production Code Association“ (PCA) an MGM geschickt wurden, um gegen die Aufnahme einer homosexuellen Figur in das Drehbuch zu protestieren. Ein PCA-Vertreter schlug MGM vor, die offensichtlich homosexuelle Figur fallen zu lassen und sie durch einen „dünnen, fleißigen Komikertyp“ zu ersetzen. Die PCA hatte zunächst auch Einwände gegen die Geschichte mit der Begründung, dass es sich um „falsche Menschen und falsche Handlungen handelte, und dass es bei den Charakteren kaum eine positive Eigenschaft gab“. Nach der Veröffentlichung des Films erhielt die PCA einen Beschwerdebrief vom Präsidenten des „Supreme Lodge Headquarters“, einer Organisation, die die Interessen griechischer Amerikaner vertritt, in dem MGM beschuldigt wurde, Griechen auf „beleidigende“ Weise darzustellen. Die fragliche Szene war eine Szene in der Kantine, in der Stephens wütend Geld auf den Tisch wirft und sagt: „Hier sind Sie, Grieche.“
Cedric Gibbons oblag die künstlerische Leitung, unterstützt wurde er von Edwin B. Willis und Joseph C. Wright. Gilbert Adrian war für das Kostümbild zuständig. Verantwortlicher Toningenieur war Douglas Shearer.

## Synchronisation
Die deutsche Synchronfassung entstand 1990 im Auftrag der Interopa Film.
| Rolle                | Schauspieler        | Deutscher Synchronsprecher |
| -------------------- | ------------------- | -------------------------- |
| Sharon Norwood       | Constance Bennett   | Liane Rudolph              |
| James Branch         | Clark Gable         | Norbert Langer             |
| Hank Parr            | Stuart Erwin        | Martin Keßler              |
| Mrs. Norwood         | Billie Burke        | Renate Danz                |
| Tommy Bannister      | Harvey Stephens     | Lutz Riedel                |
| Julia Patterson      | Katharine Alexander | Rita Engelmann             |
| Henry King Patterson | Hale Hamilton       | Gerd Holtenau              |
| Cap                  | Henry Travers       | Heinz Fabian               |
| Restaurantbesitzer   | Henry Armetta       | Enrico Migliore            |
| Jordan               | Charles Richman     | Joachim Röcker             |

## Veröffentlichung
Die Premiere des Films fand am 22. Februar 1935 statt. Im Deutschen Reich kam er am 6. Februar 1936 in die Kinos. In der Bundesrepublik Deutschland wurde er am 22. März 1991 im deutschen Fernsehen ausgestrahlt.

## Kritiken
Der Filmkritiken-Aggregator Rotten Tomatoes hat in einer Auswertung ein Publikumsergebnis von 57 Prozent positiver Bewertungen ermittelt.
Andre Sennwald von der The New York Times befand, wenn der Verdacht entstehen sollte, dass das neue Filmdrama nicht in die große realistische Tradition der Leinwand gehört, liege man wahrscheinlich richtig. MGM habe dem Werk eine seiner charakteristisch auffälligen Produktionswerte verliehen, und Robert Z. Leonard habe ihm einen rüttelnden Impuls in die Richtung gegeben.
Der Kritiker des TV Guide sah einen angenehmen aber geistlosen Film.
Das Lexikon des internationalen Films schrieb: „Auf Turbulenz getrimmte, aber überladene und ohne Pfiff entwickelte Mischung aus Krimi und Screwball-Komödie um die Reibereien eines erst spät seine Liebe entdeckenden Paares, die obendrein auch noch Pressemilieu und die dekadente Gesellschaft der oberen Zehntausend beschreiben will.“
Die Filmzeitschrift Cinema befand: „Ein klarer Fall für zwei. Auch wenn Clark Gable in dieser Krimimixtur hübsch standhaft bleibt, die konstruierte Story wackelt. Fazit: Snobs im Pressemilieu. Das läßt Wünsche offen.“